# Марґо Беннетт
Марґо Беннетт (англ. Margot Bennett; 19 січня 1912, Лензі — 6 грудня 1980, Кемден) — шотландська сценаристка та авторка кримінальних романів і трилерів.

## Біографія

### Раннє життя
Марґо Мітчелл (іноді її називають Марґо Міллер) народжена в місті Лензі, Данбартоншир, Шотландія 19 січня 1912 року. Вона здобула освіту в Шотландії та Австралії.

### Кар'єра
До публікації художньої літератури Беннетт працювала рекламною копірайтеркою в Сіднеї та Лондоні. Під час громадянської війни в Іспанії вона працювала медсестрою, перекладачкою і дикторкою в Іспанській медичній службі. Під час роботи медсестрою вона зламала руку, коли перекинулася вантажівка, була поранена в обидві ноги.
Беннетт була постійною авторкою журналу «Ліліпут» у 1943-1950 роках. Її найбільше пам'ятають завдяки її кримінальній фантастиці 1940-х і 1950-х років, хоча вона також писала сучасну літературу, трилери та науковий довідник «Посібник розумної жінки з атомної радіації» (англ. «The Intelligent Woman's Guide to Atomic Radiation»; 1964). Вона написала два науково-фантастичних романи, один з яких «Довгий шлях назад» (англ. «The Long Way Back»), про африканську колонізацію Британії після ядерного голокосту. Її роман «Людина, яка не літала» (англ. «The Man Who Didn't Fly») був номінований на премію «Золотий кинджал». У 1962 році Ентоні Бучер у своєму оглядовому есе в «The New York Times» назвав Беннетт однією з «найкращих англійських письменниць, які пишуть в жанрі саспенсу», поряд з Чаріті Блексток, Ніною Боуден і Джоан Флемінг.
Беннетт писала сценарії для телебачення, в тому числі для серіалів «Мейґрет», «Відділення швидкої допомоги №10», «Ринок у Медовому провулку» та «Швидше, поки вони нас не спіймали». На початку 1964 року вона стала другою жінкою-письменницею, пов'язаною з серіалом «Доктор Хто», хоча історична історія, до якої вона мала долучитися, так і не була написана. Беннетт також написала сценарії до своїх книг, які були адаптовані для екранізації.

### Особисте життя
Під час громадянської війни в Іспанії Марґо Міллер познайомилася з Річардом Лоуренсом Беннеттом (1912-1999), англійським журналістом і письменником, який з 1936 року служив в іспанській республіканській армії. Під час конфлікту він писав передачі для Радіо Каталонії. Вони одружилися у 1938 році в Барселоні, церемонію проводив республіканський солдат. У них народилося троє синів і донька. Один із синів, Роб, помер від м'язової дистрофії.
Беннетт була прихильницею лівої політики, в тому числі кампанії за ядерне роззброєння. Наприкінці свого життя Беннетт жила в Лондоні. Вона померла там у 1980 році у віці 68 років.

### Романи
| Назва                                      | Назва                                             | Дата | Жанр               | Видавництво         | ISBN       | Примітки                                                                                     |
| (укр.)                                     | (англ.)                                           | Дата | Жанр               | Видавництво         | ISBN       | Примітки                                                                                     |
| ------------------------------------------ | ------------------------------------------------- | ---- | ------------------ | ------------------- | ---------- | -------------------------------------------------------------------------------------------- |
| Час змінювати капелюхи                     | Time to Change Hats                               | 1945 | Кримінальний роман | Nicholson           |            | Особливості Джона Девіса                                                                     |
| Відпливла маленька рибка                   | Away Went the Little Fish                         | 1946 | Кримінальний роман | Nicholson           |            | Особливості Джона Девіса                                                                     |
| Золотий камінчик                           | The Golden Pebble                                 | 1948 | Трилер             | Nicholson           |            | Не публікується в США                                                                        |
| Батська вдова                              | The Widow of Bath                                 | 1952 | Кримінальний роман | Eyre & Spottiswoode | 0754085929 | Екранізовано в телесеріал у 1959 році                                                        |
| Прощавай корона і прощавай король          | Farewell Crown and Goodbye King                   | 1952 | Кримінальний роман | Eyre & Spottiswoode |            |                                                                                              |
| Довгий шлях назад                          | The Long Way Back                                 | 1955 | Наукова фантастика | The Bodley Head     |            |                                                                                              |
| Людина, яка не літала                      | The Man Who Didn't Fly                            | 1955 | Кримінальний роман | Eyre & Spottiswoode | 0745186246 | Номінант на премію «Золотий кинджал». Екранізований у телесеріал театром «Крафт» у 1958 році |
| Хтось з минулого                           | Someone from the Past                             | 1958 | Кримінальний роман | Eyre & Spottiswoode | 0754086046 | Отримав нагороду «Золотий кинджал»                                                           |
| Землетрус того літа                        | That Summer's Earthquake                          | 1964 | Художня література | Eyre & Spottiswoode | 085456733X | Не публікується в США                                                                        |
| Посібник розумної жінки з атомної радіації | The Intelligent Woman's Guide to Atomic Radiation | 1964 | Наукова публікація | Penguin Books       |            |                                                                                              |
| Несамовиті майстри                         | The Furious Masters                               | 1968 | Наукова фантастика | Eyre & Spottiswoode | 0413443000 | Видано нідерландською мовою в 1970 році                                                      |

### Оповідання
| Назва                                | Назва                                      | Дата | Жанр               | Журнал        | Примітки                                                                    |
| (укр.)                               | (англ.)                                    | Дата | Жанр               | Журнал        | Примітки                                                                    |
| ------------------------------------ | ------------------------------------------ | ---- | ------------------ | ------------- | --------------------------------------------------------------------------- |
| Старовинний покер на дядькову голову | An Old Fashioned Poker for my Uncle's Head | 1946 | Наукова фантастика | Lilliput #110 | Передруковано 1954 року в «The Magazine of Fantasy & Science Fiction», №36) |
| Ніяких ванн для коричневих           | No Bath for the Browns                     | 1945 | Трилер             | Lilliput #101 | Передруковано 1965 року                                                     |

### Телесеріали
| Назва                           | Назва                      | Кількість епізодів | Дата прем'єри | Примітки                                                                      |
| (укр.)                          | (англ.)                    | Кількість епізодів | Дата прем'єри | Примітки                                                                      |
| ------------------------------- | -------------------------- | ------------------ | ------------- | ----------------------------------------------------------------------------- |
| Лондонський драматичний театр   | London Playhouse           | 1 (антологія)      | 1956          | Епізод: «Сонячне розлучення» (англ. «The Sun Divorce»). Вважається загубленим |
| Людина, яка не літала           | The Man who Didn't Fly     | 1 (антологія)      | 1958          | Вистава театру «Крафт». За мотивами власного роману                           |
| Відділення швидкої допомоги №10 | Emergency-Ward 10          | 15                 | 1958—1959     |                                                                               |
| Батська вдова                   | The Widow of Bath          | 6                  | 1959          | За мотивами власного роману. Всі серії втрачені                               |
| Третій чоловік                  | The Third Man              | 2                  | 1959          |                                                                               |
| Вони зустрілися в одному місті  | They Met in a City         | 1 (антологія)      | 1961          | Епізод: «Іспанський офіціант» (англ. «The Spanish Waiter»)                    |
| Підозрілість                    | Suspense                   | 1 (антологія)      | 1962          | Епізод: «Вбивця в оркестрі» (англ. «Killer in the Band»)                      |
| Мейґрет                         | Maigret                    | 7                  | 1960—1962     |                                                                               |
| Лебідь, що летить               | The Flying Swan            | 1                  | 1965          |                                                                               |
| Великий розтринькувач           | The Big Spender            | 5                  | 1966          | Всі епізоди втрачено                                                          |
| Швидше, поки нас не зловили     | Quick Before They Catch Us | 4                  | 1966          |                                                                               |
| Ринок у Медовому провулку       | Market in Honey Lane       | 7                  | 1968          |                                                                               |

### Сценарії
| Рік  | Назва                        | Назва                      |
| Рік  | (укр.)                       | (англ.)                    |
| ---- | ---------------------------- | -------------------------- |
| 1959 | Чоловік, який любив похорони | The Man Who Liked Funerals |
| 1959 | Завершальний штрих           | The Crowning Touch         |